# Pieter Jansz. Saenredam

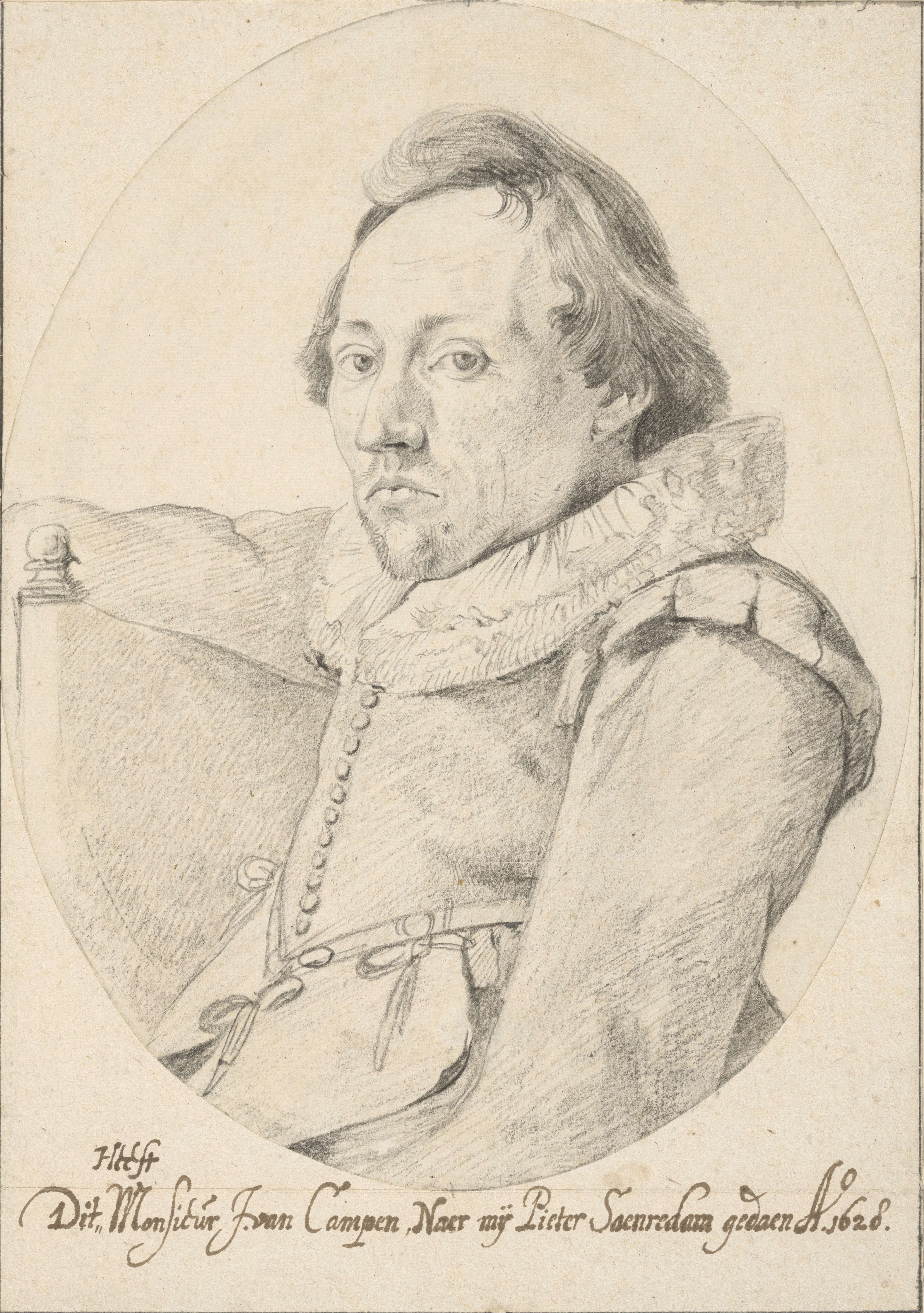
Pieter Jansz. Saenredam, Porträt von Jacob van Campen (1628).

Pieter Jansz. Saenredam (* 9. Juni 1597 in Assendelft; † 31. Mai 1665 in Haarlem) war ein niederländischer Maler, dessen künstlerischer Schwerpunkt auf der Architekturmalerei lag. Mit seiner innovativen Technik machte er sich dort einen Namen und wurde zum Vorbild weiterer Architekturmaler.
Jansz. ist die Kurzform von Janszoon und bedeutet „Sohn des Jan“ (Saenredam).

## Werdegang
Pieter Saenredam war der Sohn des Kupferstechers und Kartenzeichners Jan Saenredam, der auch zu seinen Lehrern gehörte. Nach dem Tod seines Vaters zog er 1608 mit seiner Mutter nach Haarlem. Vier Jahre später begann er bei Frans Pietersz. de Grebber (* 1573; † um 1649) zu lernen und war bis 1622 sein Schüler. Nach 1623 arbeitete er als freischaffender Maler. Im Jahr 1628 entschied er sich, architektonische Ansichten zu malen, und widmete sich von da an gänzlich der Architekturmalerei.
Er wurde wahrscheinlich von seinem Freund, dem Architekten Jacob van Campen, dazu angeregt, sich auf dieses Genre zu spezialisieren. Es war ebenso Haarlemer Tradition, Architektur zu porträtieren. Darüber hinaus wollte er eine Kunstrichtung ausführen, die mehr von ihm abverlangte als andere.
Zu seinem Repertoire gehörten vor allem Außen- und Innenansichten von Kirchen in den nördlichen Niederlanden. Saenredam lebte und arbeitete zeitweilig auch in ’s-Hertogenbosch, Assendelft, Alkmaar, Utrecht, Amsterdam und Rhenen, war jedoch hauptsächlich in Haarlem tätig, wo er 1665 auch starb.
2010 wurde der Asteroid (52226) Saenredam nach ihm benannt.

## Technik

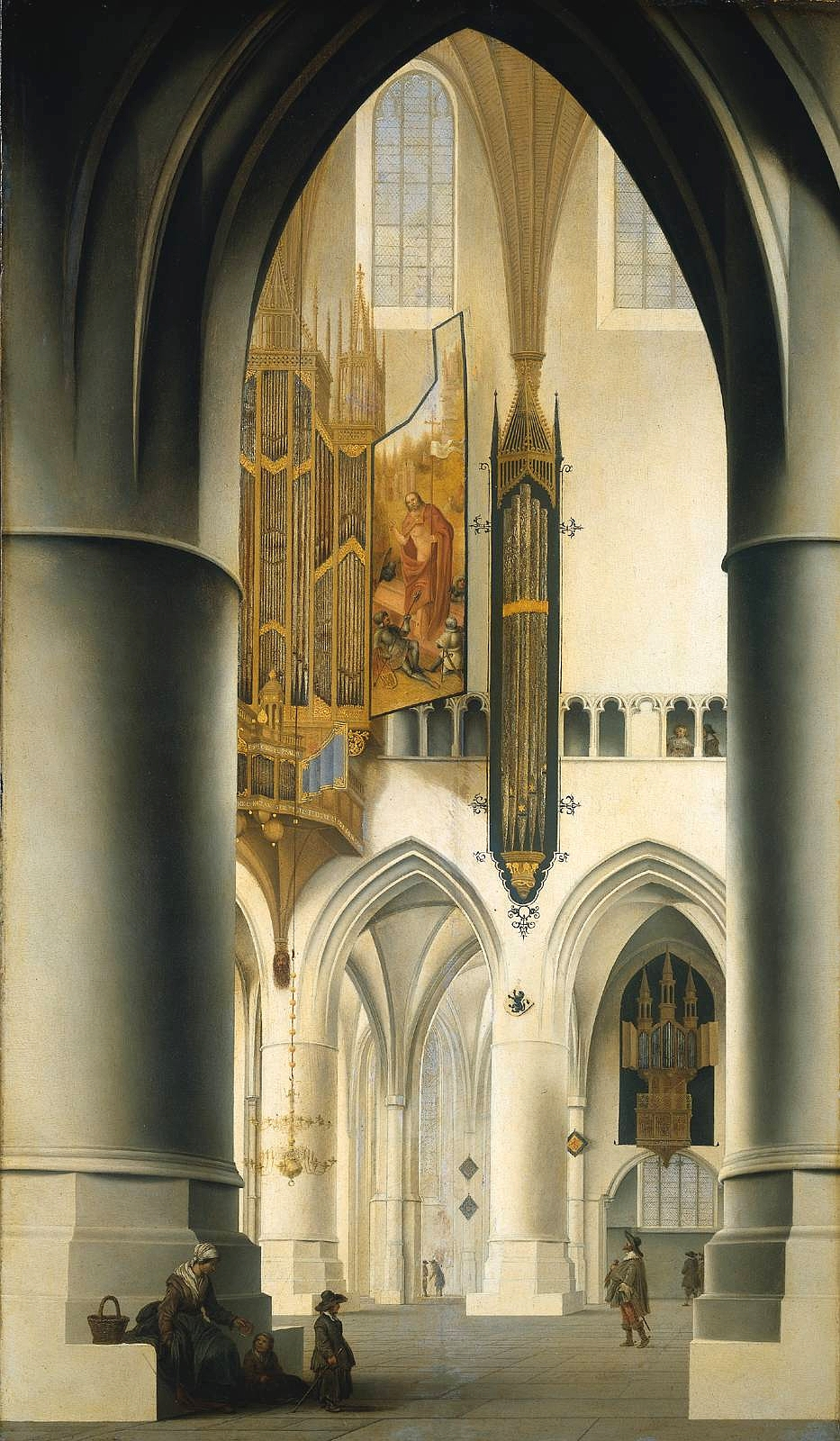
Pieter Jansz Saenredam: Inneres der St. Bavo-Kirche von Haarlem (1636)

Saenredam gilt als der erste, der ausschließlich existierende Gebäude abbildete. Er konstruierte Perspektivprojektionen aufgrund von Messungen und fertigte so Konstruktionszeichnungen mit genauen Rechnungen und Maßangaben an. Diese übertrug er dann auf seine Gemälde. Zwischen den Skizzen, Konstruktionszeichnungen und dem fertigen Gemälde lagen teilweise Jahre.
Seine Technik war innovativ und setzte Erfahrung mit Perspektiven wie auch ein gewisses mathematisches Verständnis voraus. Inspiriert wurde er wahrscheinlich von der Zusammenarbeit mit Pieter Wils, einem Mathematiker, Astronom, Stadtplaner und Ingenieur aus Haarlem.

## Werke (Auswahl)
- Santa Maria della Febbre, 1629, National Gallery of Art, Washington
- Blick in den Chorumgang von St. Bavo in Haarlem, 1635, Gemäldegalerie, Berlin
- Inneres der St. Bavo-Kirche von Haarlem, 1636, Rijksmuseum, Amsterdam
- Inneres der Grote Kerk in Haarlem, 1637, National Gallery, London
- Innenansicht der Buurkerk in Utrecht, 1644, National Gallery, London
- Inneres der Kirche von Assendelft, 1649, Rijksmuseum, Amsterdam
- Neue Kirche von Haarlem, 1652, Frans Hals Museum, Haarlem
- Neue Kirche von Haarlem, 1653, Szépművészeti Múzeum, Budapest
- Inneres der Sankt Cunerakerk in Rhenen, 1655, Mauritshuis, Den Haag
- Altes Rathaus von Amsterdam, 1657, Rijksmuseum, Amsterdam
- Marienplatz mit Marienkirche in Utrecht, 1659, Mauritshuis, Den Haag
- Der Marienplatz in Utrecht, 1662, Museum Boijmans Van Beuningen, Rotterdam

## Galerie

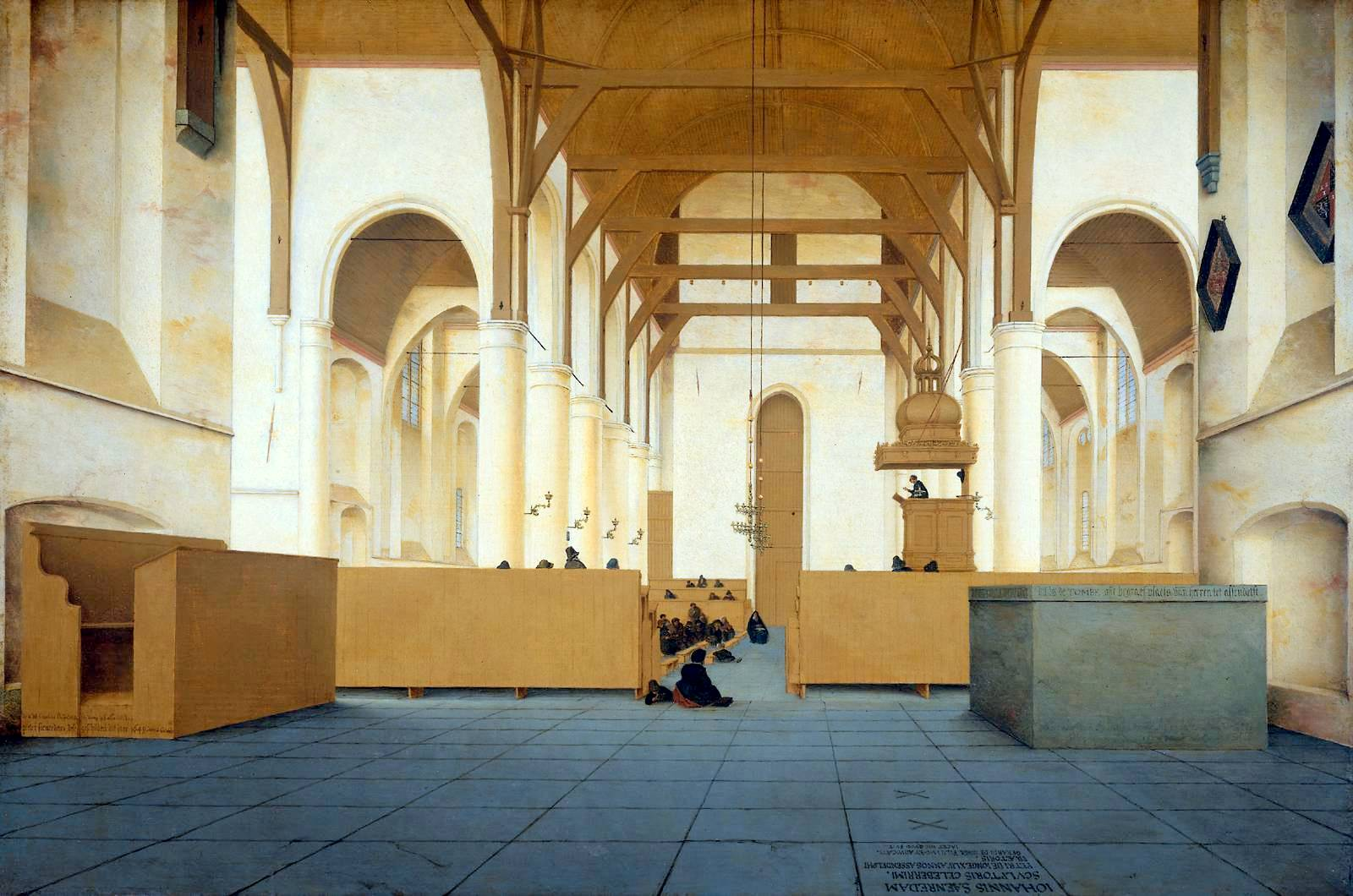
Inneres der Kirche von Assendelft (1649)
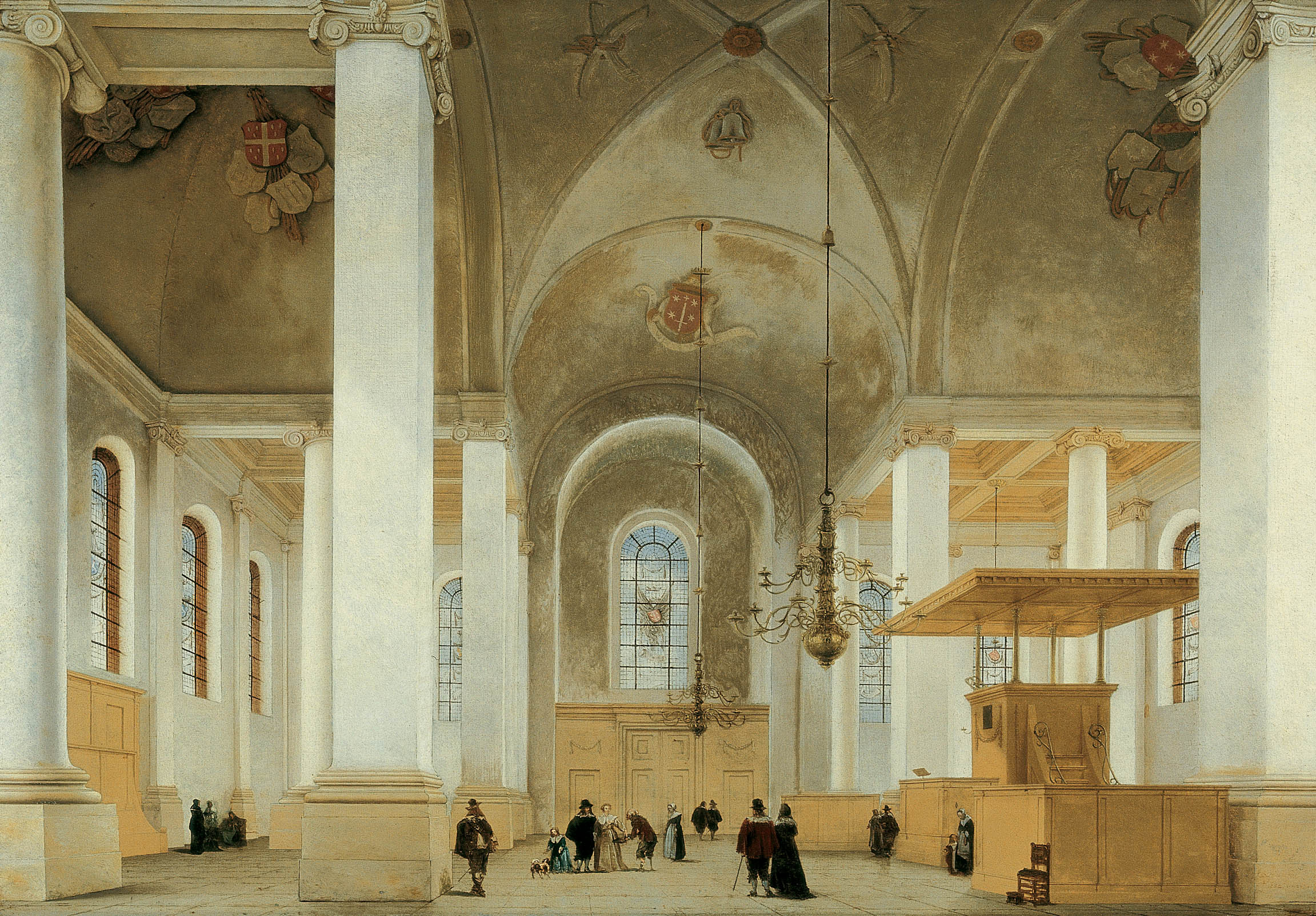
Neue Kirche von Haarlem (1652)
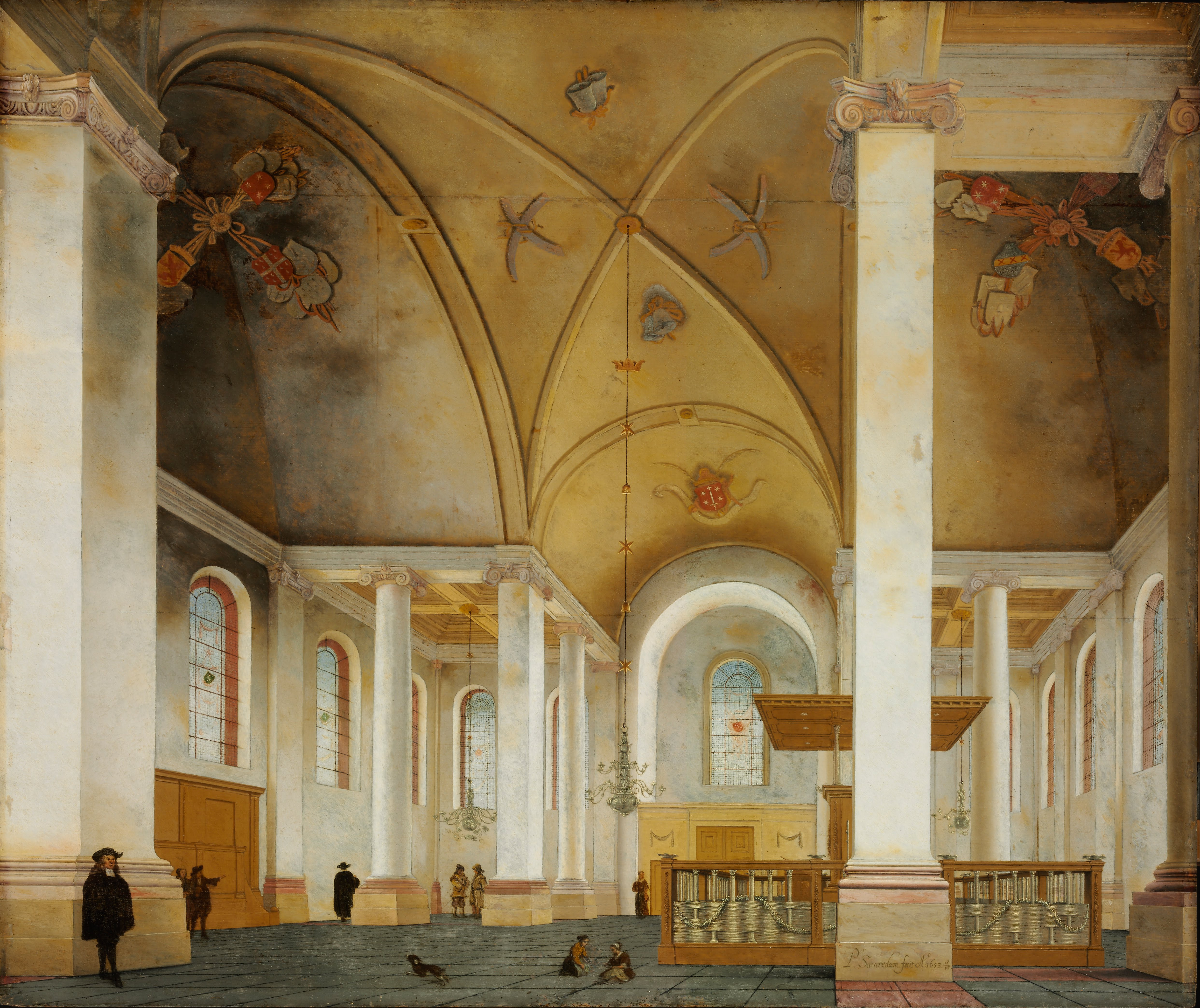
Neue Kirche von Haarlem (1653)
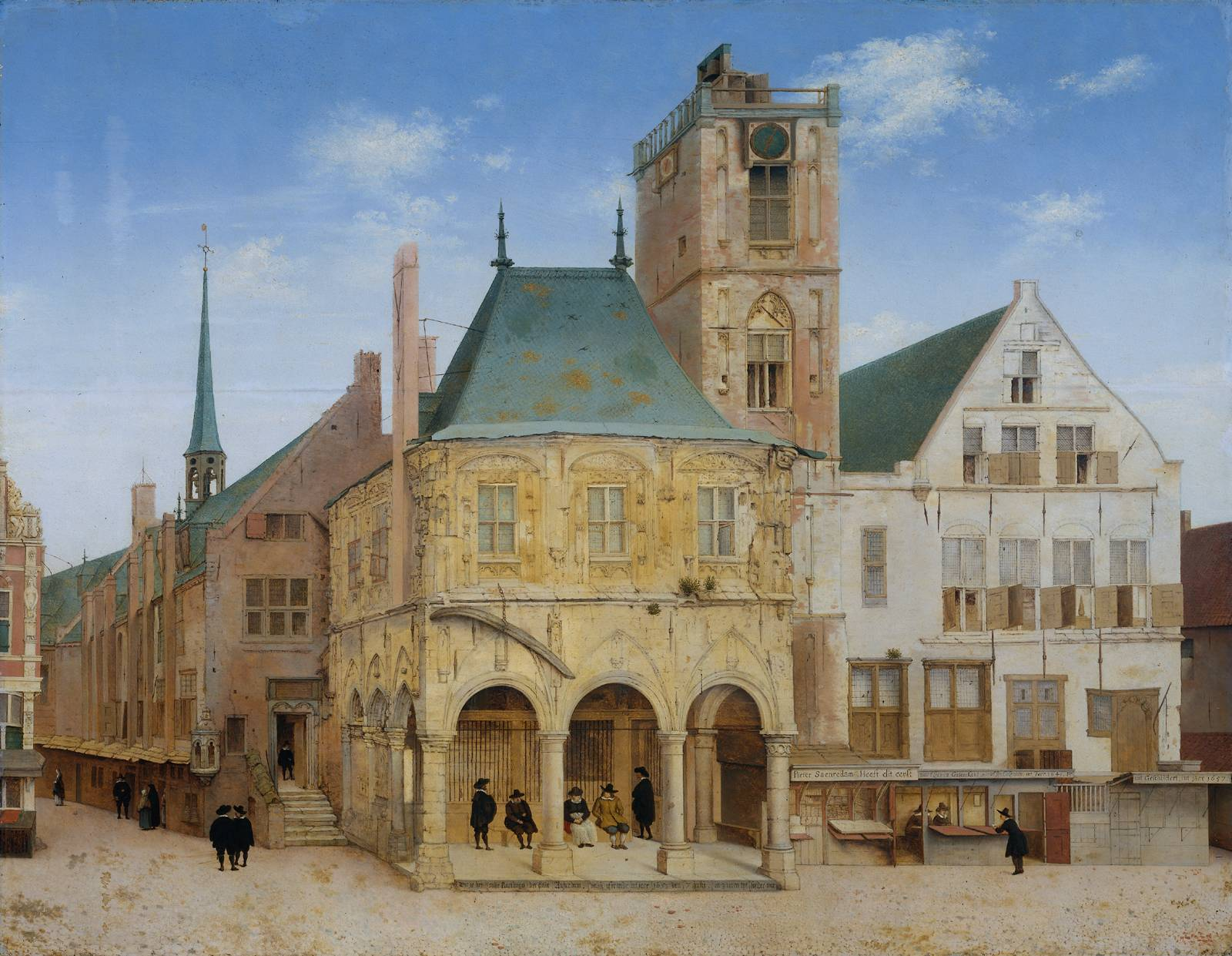
Altes Rathaus von Amsterdam (1657)
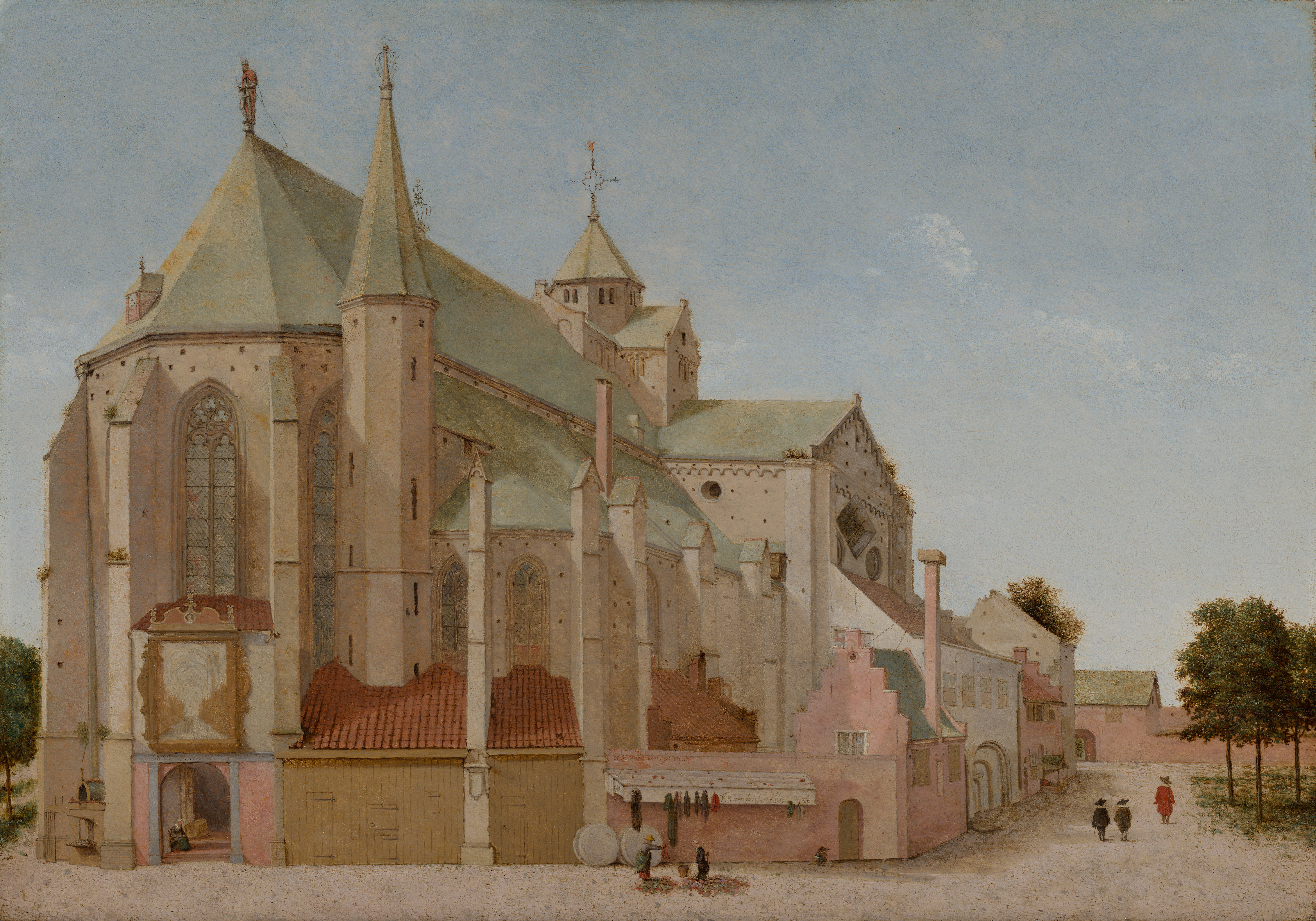
Marienplatz mit Mariakirche in Utrecht (1659)